# Tiempo de amar, tiempo de morir
Tiempo de amar, tiempo de morir (en inglés, A Time to Love and a Time to Die) es una película bélica estadounidense estrenada en 1958 y dirigida por Douglas Sirk y protagonizada por John Gavin. Está basada en el libro del autor alemán Erich Maria Remarque, basada en el Frente Oriental y en la Alemania nazi, con un ojo puesto en el conocido libro de Remarque "Sin novedad en el frente occidental", esta película ha sido conocida como "Sin novedad en el frente occidental".

## Argumento
Ernst Graeber es un soldado alemán estacionado en el frente oriental durante los últimos días de la guerra. Se le ordena a él y a sus compañeros Steinbrenner y Hirschland matar civiles rusos, pero en su lugar Hirschland se suicida. Recibe su primer permiso en dos años y Ernst vuelve a casa para encontrar su pueblo bombardeado y que los padres se han ido. 
Elizabeth Kruse, hija del médico de su madre, le dice que a su padre ha sido detenido por la Gestapo. Los ataques aéreos constantes interrumpen cualquier momento tranquilo mientras Ernst y Elizabeth disfrutan de su amor. Un antiguo amigo, Binding, un rico nazi, da la bienvenida a Ernst a su casa y prepara una fiesta para la pareja que acaban de casar, mientras que un simpático profesor, Pohlmann, ofrece su ayuda en caso de que decidan huir del país.
Ernst recibe la orden de volver de nuevo al frente donde encuentra a Steinbrenner a punto de disparar a civiles rusos arrestados. Para evitar su saqueo, el propio Ernst dispara a Steinbrenner y los libera. Uno de los presos no conmovidos por este sentimentalismo recupera el fusil de Steinbrenner y luego dispara a Graeber. Muere mientras lee una carta de Elizabeth diciéndole que espera a su hijo.

## Reparto
- John Gavin - Ernst Graeber
- Liselotte Pulver - Elizabeth Kruse
- Jock Mahoney - Immerman
- Don DeFore - Hermann Boettcher
- Keenan Wynn - Reuter
- Erich Maria Remarque - Profesor Pohlmann
- Dieter Borsche - Capitán Rahe
- Barbara Rütting – Guerrillera
- Thayer David - Oscar Binding
- Charles Régnier - Joseph
- Dorothea Wieck - Frau Lieser
- Kurt Meisel - Heini
- Agnes Windeck - Frau Witte
- Clancy Cooper - Sauer
- John van Dreelen – Funcionario político
- Klaus Kinski – Teniente de la Gestapo
- Alice Treff - Frau Langer
- Alexander Engel - Mad Air Raid Warden
- Jim Hutton – Hirschland
- Bengt Lindström - Steinbrenner

## Producción
Remarque encontró a Sirk en 1954 y el escritor le persuadió al director de adaptar su propia novela a la pantalla. "Encontré a un hombre extraordinariamente comprensivo y capaz", dijo Remarque. "Sabía qué quería hacer con su libro"  El propio hijo de Sirk, el actor Klaus Detlef Sierck (1925-1944) murió en Ucrania como soldado a la Panzergrenadier Division Großdeutschland cuando tenía 18 años.
Universal decidió contratar dos actores desconocidoss. Como ejecutivo del estudio, Al Daff dijo:

Podríamos haber puesto dos actores conocidos y proceder sobre la base de hacer un vehículo para una estrella. O podríamos, como así decidimos, argumentar la historia por inevitabilidad y poner al frente de los papeles actores con talento, artistas nuevos que no deberían superar la discapacidad de identificación de la personalidad y podrían ser aceptados como el joven oficial nazi y su querida.

Entonces Ann Harding fue seleccionada para interpretar el papel.
El rodaje se llevó a cabo en el Berlín Occidental, donde Sirk había rodado veinta años antes y en la zona de entrenamiento del Ejército de los Estados Unidos en Europa en Grafenwöhr. Los interiores fueron rodado en los Estudios Spandau de CCC Film en Berlín. El montaje de la película fue diseñado por los directores artísticos Alexander Golitzen y Alfred Sweeney. Gavin iba acompañado por su esposa con quien se acababa de casar y utilizaron la película como oportunidad para la luna de miel.
Universal envió una prueba de pantalla de Gavin a la crítica como adelanto de su película. Hedda Hopper vio la premiere y predijo que Gavin "tomará al público con fuerza y también lo hará la imagen, que también debería situar a su coprotagonista, Lilo Pulver, entre los diez primeros".

## Premios y distinciones
Premios Óscar
| Año  | Categoría    | Persona      | Resultado |
| ---- | ------------ | ------------ | --------- |
| 1959 | Mejor sonido | Leslie Carey | Nominado  |